# L'Île sans nom
Pour plus de détails, voir Fiche technique et Distribution.
L'Île sans nom est un film muet français réalisé par René Plaissetty et sorti en 1922.
Il s'agit de l'adaptation du roman éponyme de Maurice Level.

## Synopsis
À la suite d'un naufrage, des pierres précieuses sont perdues. Elles sont néanmoins vendues à Amsterdam et le commandant de Herche, qui était responsable de la marchandise, se voit accusé de trafic. Néanmoins, une dizaine d'années plus tard, un message est intercepté. Le commandant De Herche que tous pensaient mort a en fait survécu sur une île. Il affirme son innocence grâce à un télégraphe qu'il a réussi à mettre au point.

## Fiche technique
Sauf indication contraire, les informations mentionnées dans cette section peuvent être confirmées par les bases de données cinématographiques  présentes dans la section « Liens externes ».
- Titre original : L'Île sans nom
- Réalisation : René Plaissetty
- Scénario : René Plaissetty,  d'après le roman éponyme de Maurice Level
- Photographie : Jean Lazard et Maurice Thiebaut
- Société de production : Pax-Gaumont[1]
- Société de distribution : Gaumont[1]
- Pays de production :  France
- Langue originale : français
- Format : noir et blanc
- Genre : aventure, comédie dramatique[2]
- Durée : 65 minutes
- Date de sortie :	
  - France : 22 décembre 1922[1]

## Distribution
- Paul Amiot : le commandant Édouard de Herche
  - Jean Rauzena[2] : Édouard de Herche, jeune
- André Clairius : Solding
- Paul Olivier  : Hardant
- Mary Massart : Mme de Herche
- Maria Fromet : Thérèse Hardant
- Albert Combes : Crailles
- Fernand Rauzena[2] : Valmont
- Claude Bénédict
- Henri Duval : le Goutelier
- André Volbert : Halz
- Simone Mareuil : Servante (non crédité)

## Production

### Attribution des rôles
En novembre 1922, Mary Massart, Paul Amiot, Paul Olivier et les frères, Fernand et Jean Rauzena, sont révélés dans les rôles.

### Tournage
Le tournage débute au début de juillet 1922,  au Havre (Seine-Maritime) pour utiliser de différents paquebots — le France, le Paris, le Rochambeau, le La Lorraine, Le De la Salle — grâce à la direction de la Compagnie des transatlantiques,  et à Bordeaux (Gironde) pour le Ville de Bordeaux, ainsi qu'à Belle-Île-en-Mer, puis au studio Gaumont, où il s'achève en hiver suivant, avec 2 000 mètres.